# Fagrasjö (Sätila socken, Västergötland)
Fagrasjö är en sjö i Marks kommun i Västergötland och ingår i Rolfsåns huvudavrinningsområde. Sjön har en area på 0,128 kvadratkilometer och ligger 95 meter över havet.

## Delavrinningsområde
Fagrasjö ingår i det delavrinningsområde (638515-129755) som SMHI kallar för Inloppet i Lygnern. Medelhöjden är 62 meter över havet och ytan är 6,41 kvadratkilometer. Räknas de 38 avrinningsområdena uppströms in blir den ackumulerade arean 449,97 kvadratkilometer. Avrinningsområdets utflöde Rolfsån (Nolån) mynnar i havet. Avrinningsområdet består mestadels av skog (54 procent) och jordbruk (30 procent). Avrinningsområdet har 0,12 kvadratkilometer vattenytor vilket ger det en sjöprocent på 1,9 procent. Bebyggelsen i området täcker en yta av 0,4 kvadratkilometer eller 6 procent av avrinningsområdet.